# Альпийское отгонное животноводство

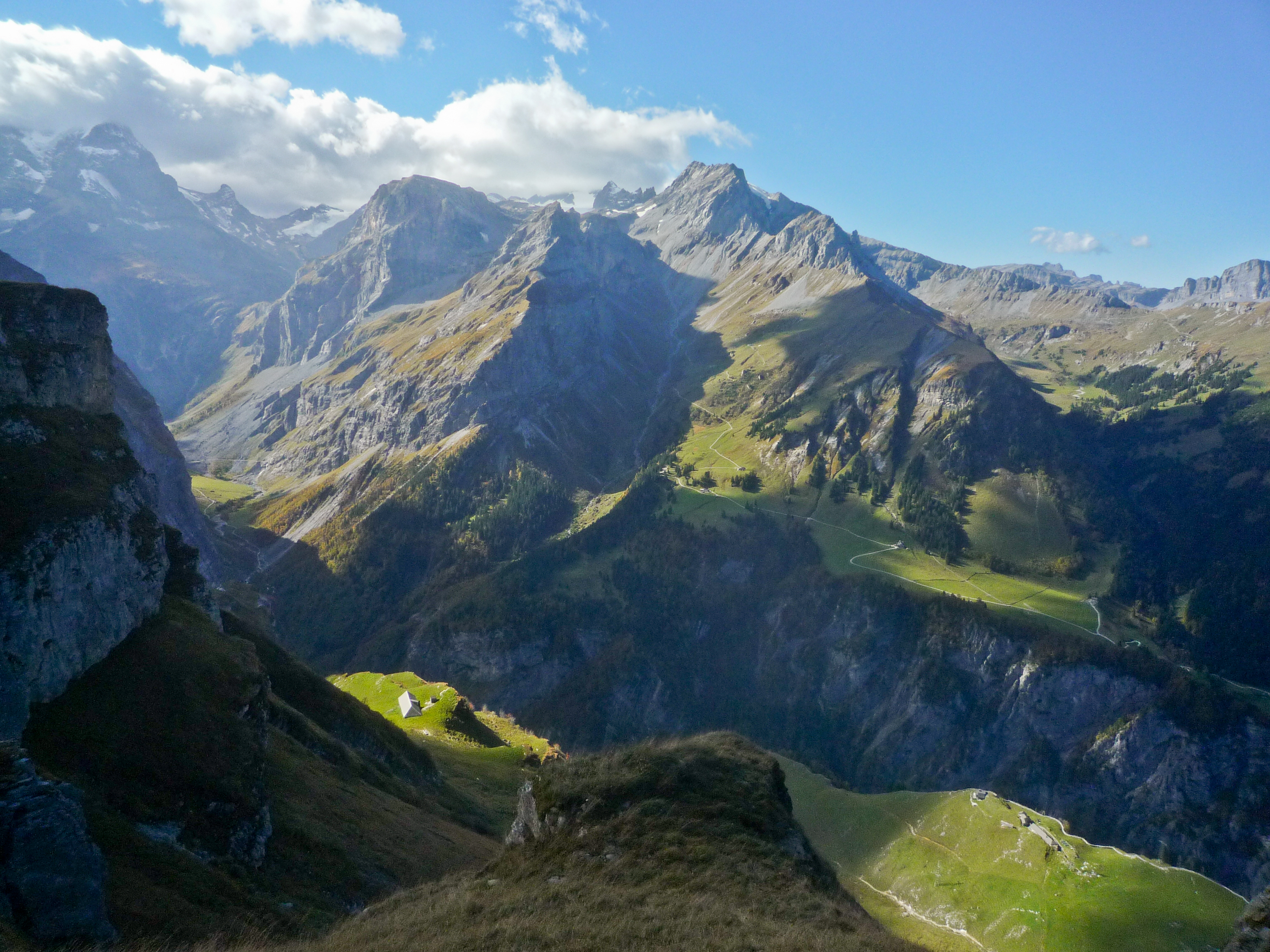
Пять Альп в окрестностях Тирфеда, от 1280 (крайняя слева) до 1830 (слева на переднем плане) метров над уровнем моря, залитые послеобеденным солнцем.

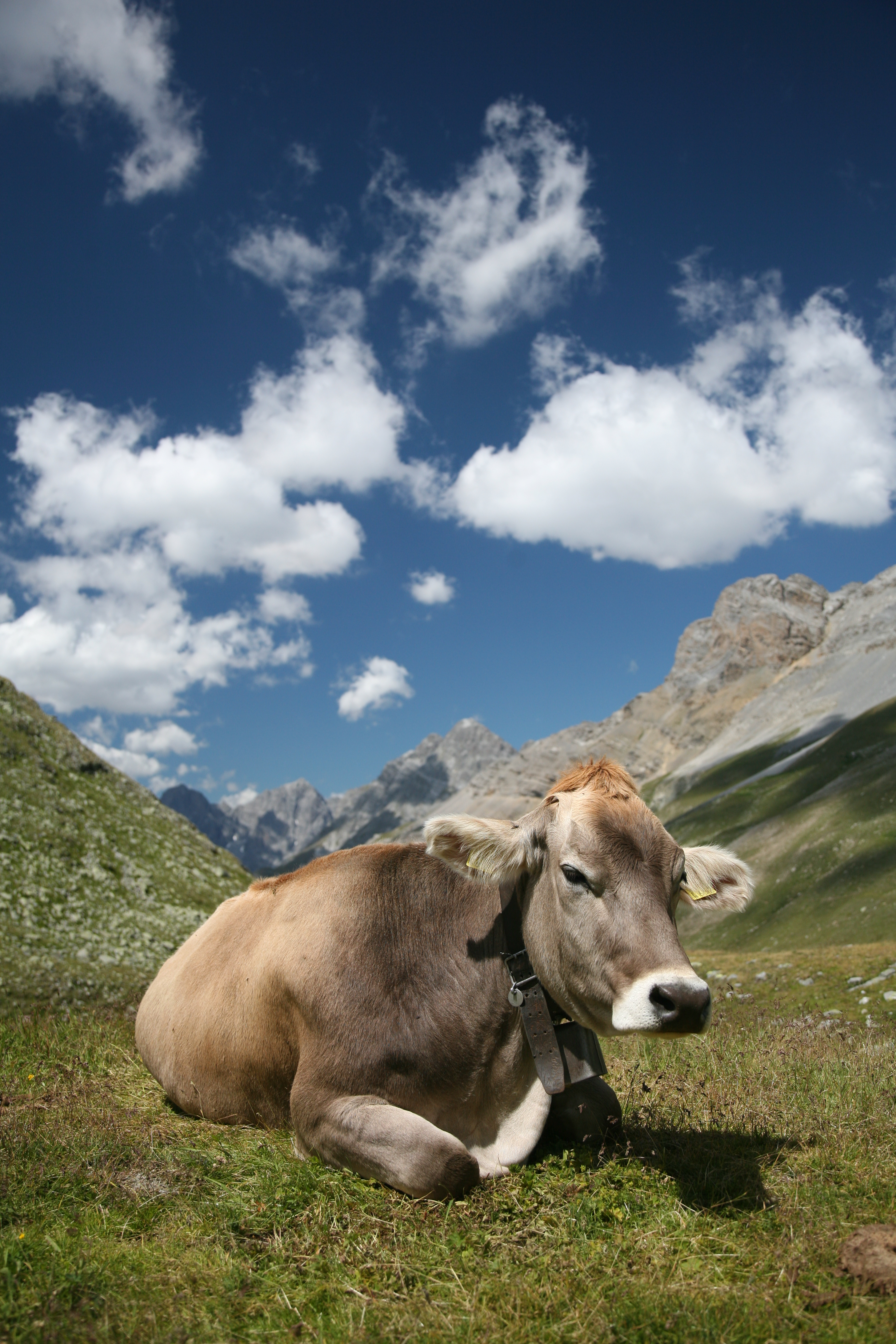
Швейцарская бурая корова на пастбище в горах Энгадина (2007)

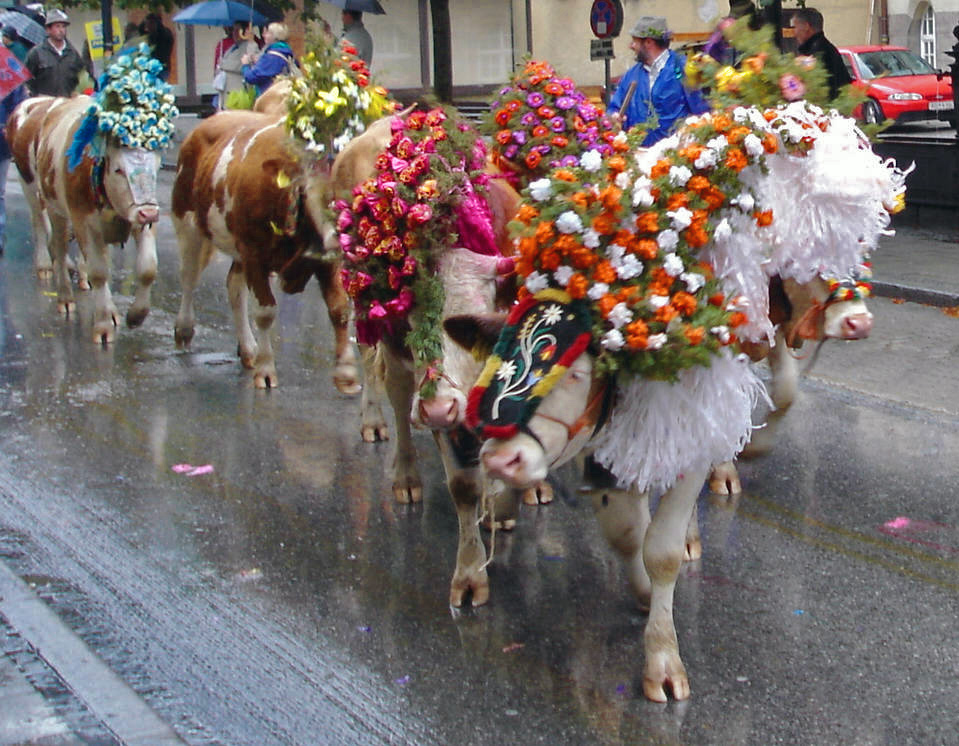
Отгон скота с летнего пастбища (Almabtrieb), Куфштайн (2005)

Альпийское отгонное животноводство — разновидность отгонного животноводства, практикуемого в Альпах, Она заключается в сезонном перегоне пасущегося скота с долин зимой на высокогорные пастбища летом (нем. Alpwirtschaft, Almwirtschaft, от термина «сезонное горное пастбище», нем. Alp, Alm). Отгонное животноводство — традиционная практика, которая на протяжении веков формировала ландшафт Альп. Без нее большая часть территорий ниже 2000 метров (6600 футов) была бы покрыта лесами.
Хотя туризм и промышленность сегодня вносят большой вклад в экономику Альп, сезонная миграция скота на высокие пастбища всё ещё практикуется в Баварии, Австрии, Словении, Северной Италии, Франции и Швейцарии, за исключением их наиболее посещаемых туристических центров. В некоторых местах о скоте заботятся местные фермерские семьи, которые переезжают на лето в более высокие места. В других регионах эта работа ложится на пастухов, являющихся сотрудниками кооператива, владеющего пастбищами.
Большинство альпийских пастбищ расположены ниже 2400 метров (7900 футов), и все они находятся ниже 2800 метров (9200 футов). Высокогорные регионы, непригодные для отгонного животноводства, известны как Высокие Альпы.

## Этимология
Немецкое слово Alp или Alm, обозначающее «сезонное горное пастбище», происходит от древневерхненемецкого слова alpa, alba. Изначально оно было идентично названию самих Альп (нем. Alpen), которое, вероятно, является доримским (и, возможно, доиндоевропейским) термином, обозначающим «гора». По-французски слово «альпийское пастбище» — alpage.

## История
Существуют свидетельства отгонного животноводства в Альпах, датируемые еще поздним неолитом (около 3000 г. до н.э.). Есть данные о пастбищах над границей леса, зарегистрированных в бронзовом веке (17-11 века до н.э.) в Северных Известняковых Альпах.
Система отгонного животноводства в Альпах оставалась практически неизменной как минимум со времен Высокого Средневековья. Документально зафиксированы летние пастбища, датируемые 1204 годом. Начиная примерно с 1300 года, скотоводство стало основным видом сельскохозяйственной деятельности на окраине Альп, сначала в западной и центральной Швейцарии, а немного позже и в восточной Швейцарии. Ряд специализированных рынков скота возник на юге в Ароне, Беллинцоне, Комо и Варезе, а также на западе в Вильнёве. В этих сообществах на окраине Альп отгонное животноводство включало как вертикальное перемещение скота на альпийские пастбища, так и горизонтальное перемещение на рынки скота. В общинах, расположенных в центральных Альпах, стада были более разнообразными. Обычно здесь были большие стада овец и гораздо меньшие стада крупного рогатого скота и других животных, таких как свиньи и козы.
Хотя жители Альп практиковали отгонное животноводство на протяжении тысячелетий, оно приобрело особую важность в позднем Средневековье. Это было связано с сокращением населения после Чёрной смерти и войн того времени. Скотоводство крупного рогатого скота требовало меньше трудовых затрат, чем земледелие, что делало его идеальным вариантом в условиях сокращения людских ресурсов. Однако оно было более затратным с точки зрения капитала и земли. Скотоводство стало привлекательной инвестицией для монастырей и жителей близлежащих городов. Инвесторы покупали скот, а затем сдавали его в аренду мелким фермерам или пастухам на летний период. Небольшие альпийские общины, как правило, были против выпаса «чужого» скота на своих пастбищах, что приводило к конфликтам между альпийскими фермерскими общинами и соседними городами и монастырями. Споры о правах на выпас и владение альпийскими лугами стали причиной нескольких войн на территории современной Швейцарии, включая решающую битву при Моргартене (1315), которая была вызвана давней враждой между Швицем и Айзидельнским аббатством.
В 2011 году ЮНЕСКО включило альпийское отгонное животноводство в Брегенцском лесу в список нематериального культурного наследия.

## Сельское хозяйство вблизи Альп
В долинах по краям Альп животноводство с отгонным выпасом скота было традиционным. В то же время во внутренних альпийских долинах более сухой климат сделал возможным земледелие даже на высотных отметках. В этих регионах сельское хозяйство сочеталось с животноводством, но животных разводили в основном для получения удобрений и использования в пахоте, а не для производства мяса и молока.
В обоих регионах годовой цикл был схожим. В течение года большая часть жителей деревни оставалась внизу долины и обрабатывала прилегающие земли, выращивая зерно и сено. Весной пастухи выгоняли скот на средние пастбища на склонах гор. Летом свиней оставляли на средних пастбищах, а остальной скот перегоняли на высокогорные пастбища. В конце сентября скот переводили обратно на нижние пастбища, а в следующем месяце его размещали в стойлах. Овец и коз содержали в конюшнях в декабре, если зима не была мягкой. В мягкую зиму они оставались на средних пастбищах со свиньями.
В регионах, где преобладало животноводство, хозяйства были относительно крупными и изолированными друг от друга. В регионах с смешанным скотоводством и земледелием участки, как правило, были меньше, а общие поля делились между общинами. В средние века из-за преобладания скотоводства многие поля были переоборудованы в луга. На севере поля использовались в севообороте без залежи. Их возделывали в течение 2–5 лет, затем использовали как луг (животные удобряли почву) на протяжении 3–10 лет, прежде чем снова пустить под выращивание культур. Однако в горных долинах поля вблизи поселений обрабатывались каждый год (иногда в Тичино получали два урожая в год), в то время как внешние поля и альпийские пастбища чаще оставались под паром или использовались как луга.

## Производство сыра

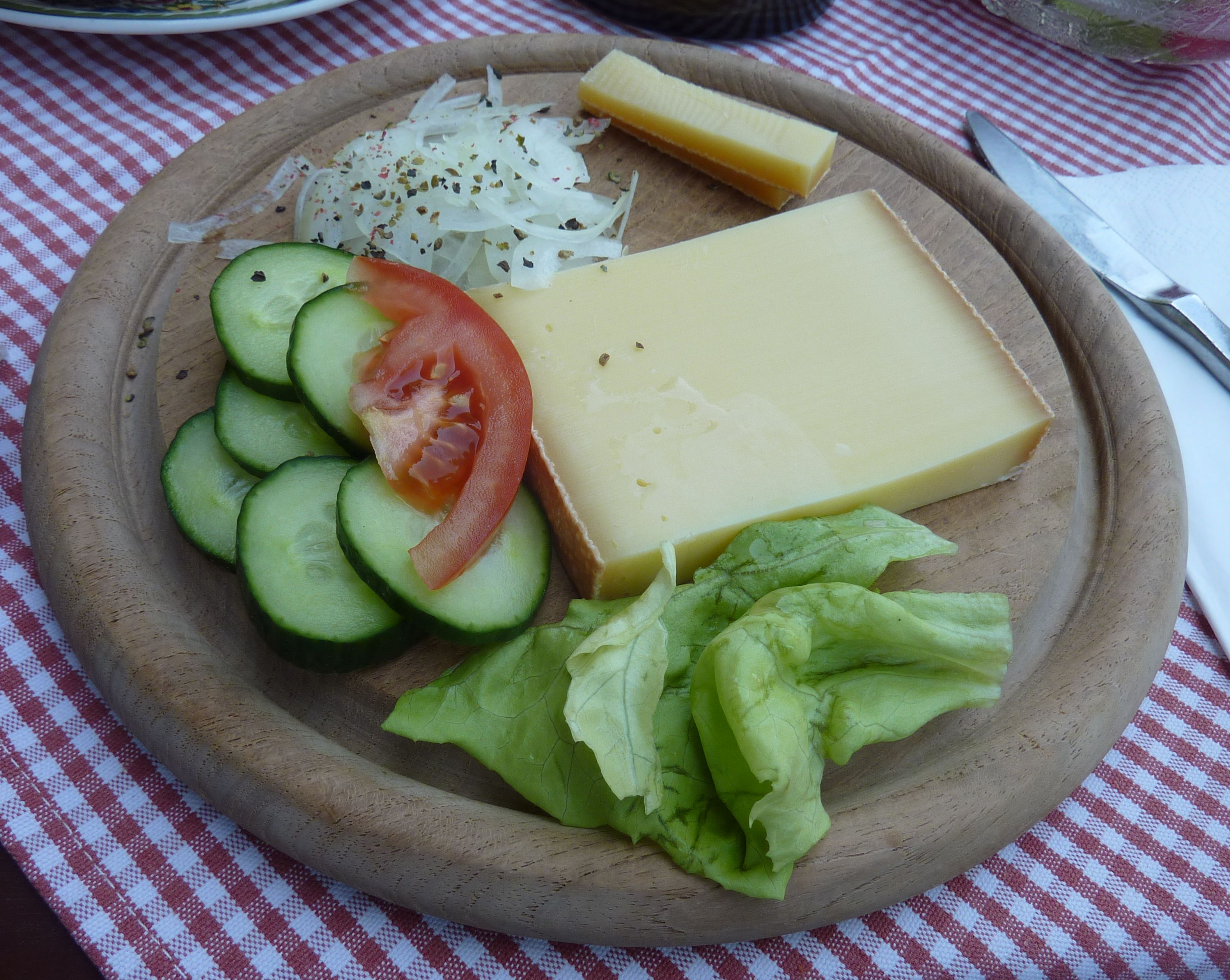
Бергкезе

Отгонное животноводство в Альпах играет важную роль в производстве альпийских сыров. Благодаря этому коровы, овцы и козы получают высококачественное ароматное молоко, называемое Heumilch («сенное молоко»). Это происходит из-за их специального рациона, основанного на натуральных луговых травах. Использование сенного молока придает сырам отличительный вкус, который характерен для более 30 альпийских сыров, включая альпказе, бергкезе и зауркезе. Главный пастух, отвечающий за альпийское хозяйство и производство сыра, называется Senn.
Сырная дорога Брегенцского леса (нем. Käsestraße Bregenzerwald) в Форарльберге – это объединение фермеров, которое ставит своей целью поддержку мелкого фермерского хозяйства и сохранение разнообразия местных продуктов Брегенцского леса. В состав объединения входят сыровары, которые с радостью делятся с туристами секретами ремесленного производства сыра.

## Культура и фольклор

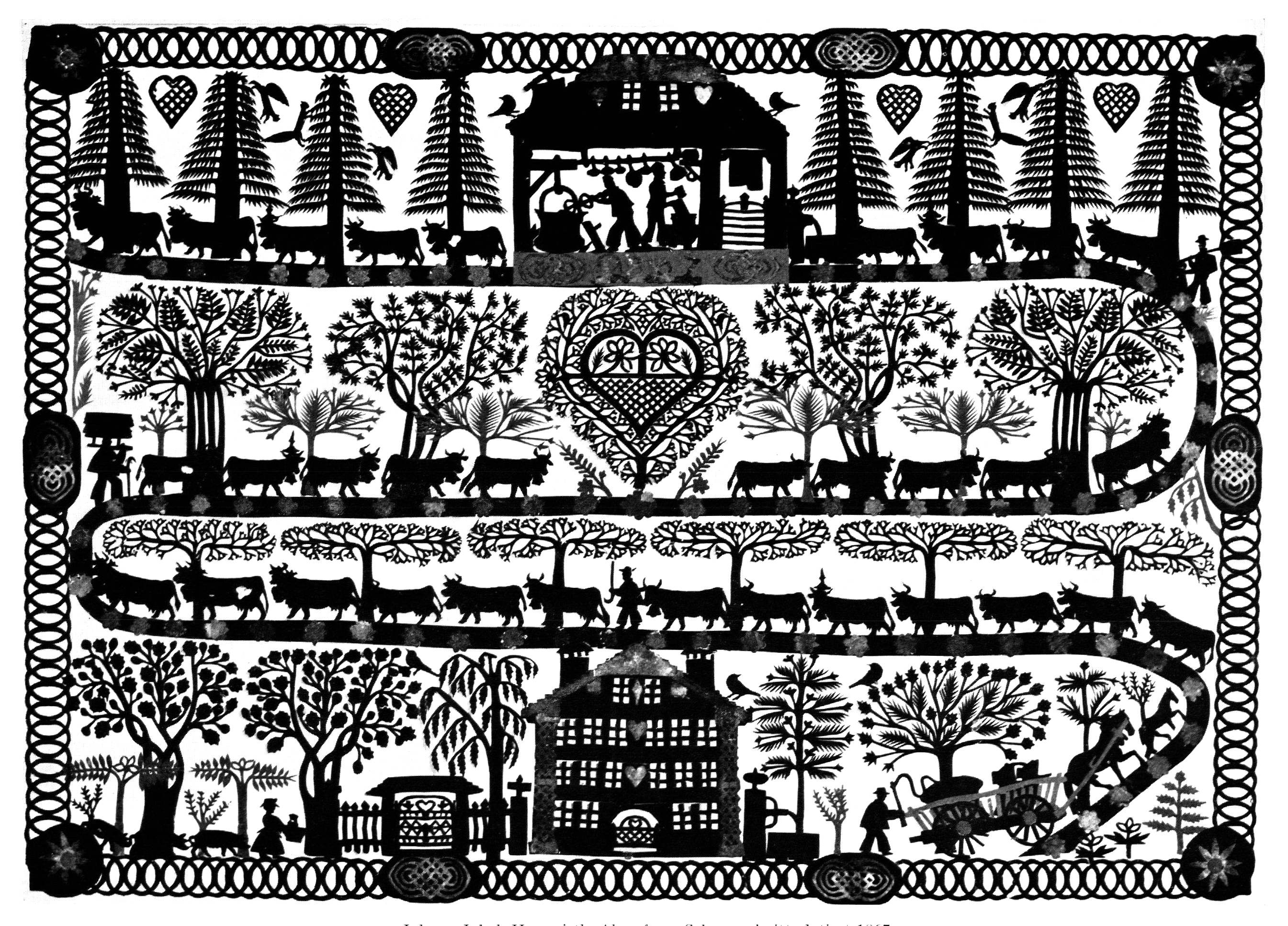
Швейцарская ситцевая аппликация, изображающая альпийское отгонное животноводство

Некоторые люди проводили зимы в изоляции на высокогорных пастбищах. В романе «Хайди» Йоханны Спири  таким человеком, изгоем, которого опасались жители деревни, является «Alp-Öhi» («дедушка с высокого пастбища»).
Отгонное животноводство играет важную роль в традиционной альпийской культуре, выражаясь в таких элементах, как йодль, альпийский рог и швинген. Швейцарский фольклор также богат историями о мифологических существах, населяющих альпийские пастбища, таких как карлики (Barbegazi и др.). Эти существа могут помогать пастухам или, наоборот, вредить им, в особенности наказывая за жестокость или невежливость. Нередки истории о проклятиях, связанных с определенными альпийскими пастбищами, о явлениях дьявола или духов бывших пастухов.

## Статистика
В 1997 году в Австрии насчитывалось более 12 000 альпийских пастбищ, на которых 70 000 фермеров содержали около 500 000 голов крупного рогатого скота. Альпийские пастбища составляют четверть всех сельскохозяйственных угодий страны.
В Баварии насчитывалось 1384 альпийских пастбища, на которых содержалось 48 000 голов крупного рогатого скота. Около половины из них находились в Верхней Баварии, а другая половина - в Алльгое.
В Швейцарии летом на высокогорных пастбищах находится около 380 000 голов крупного рогатого скота, в том числе 130 000 дойных коров, а также 200 000 овец. Из коровьего молока здесь традиционно вручную с использованием традиционных методов и инструментов изготавливают местные сырные деликатесы. Альпийские пастбища занимают 35% сельскохозяйственных угодий Швейцарии и 13% всей территории страны. С 1910 года (160 000 человек) численность горных фермеров сократилась до 43 000 человек в 1980 году. Сегодня фермеры, занимающиеся горным сельским хозяйством, составляют лишь около 15% от общей численности фермерского населения Швейцарии.